# Руші (Алба)
Руші (рум. Ruși) — село у повіті Алба в Румунії. Адміністративно підпорядковане місту Златна.
Село розташоване на відстані 306 км на північний захід від Бухареста, 39 км на захід від Алба-Юлії, 73 км на південний захід від Клуж-Напоки.

## Населення
За даними перепису населення 2002 року у селі проживали 45 осіб, усі — румуни. Усі жителі села рідною мовою назвали румунську.